# Resznek
Resznek község Zala vármegyében, a Lenti járásban. Közigazgatásilag a falu a rédicsi körjegyzőséghez tartozik.

## Fekvése
Lenti nyugati szomszédságában fekszik, a 7418-as út mentén; előbbiből a határszélén ágazik ki a Nemesnépre vezető 7421-es út. Közigazgatási területét mindemellett egy egészen rövid szakaszon érinti a Lentitől a bajánsenyei határátkelőig vezető 7416-os út, határszélét pedig keleten végigkíséri a 86-os főút is. Maga is határfalunak számít, nyugati szomszédja, Kebeleszentmárton már Szlovéniához tartozik.

## Története
Resznek Árpád-kori település. Nevét már 1282-ben említették az írásos források Rezmuc néven. A fontos útvonalak közelségében fekvő településnek 1325-ben, majd 1342-ben már Szent Kereszt nevű templomát is említették, majd 1403-ban már a Rezneki család által épített palánkváráról is említést tettek az oklevelekben, mely ekkor az Egerváriakhoz került.
1441-ben pedig ismét tulajdonosváltásra került sor, mivel a hűtlenség vádjával lefogott Egervári Balázstól a birtok a gersei Pető család kezébe került mint királyi juss. A vár jelentősége azonban még a török idők előtt megszűnt.
1523-ban az egervári uradalom része, ekkor Kanizsai László birtokaként említik. 1531-ben Hashagyi és Egervári birtok.
1543-ban már mai Resznek nevén említették az írásos dokumentumokban.
1558-tól Nádasdy család tulajdonába került, 1632-től pedig már a Batthyány család birtokaként szerepelt.
1720-ban gróf Széchenyi Zsigmond birtoka volt, aki a pölöskei tiszttartón keresztül irányította 1746-ig, amikor az elmaradt szolgáltatások miatt a keményebb kezű Széchenyi Ignác felgyújtatta a falut, később a Széchenyiek eladták itteni birtokaikat, köztük a reszneki földeket is.
Az 1700-as években a falu több birtokos kezében is volt, melyek közül a legnagyobb a Bernáth család volt, akik az 1770-es években egy szép kastélyt is építettek birtokukon.
1832-ben egy vízügyi felmérésben említik Reszneket, mint a Bécs-Trieszt közti út közelében fekvő települést.
1851 után Nordberg birtokként kétutcás szalagfalu volt, melyet mocsaras terület határolt.
1907-ben Resznek az alsólendvai járáshoz tartozó önálló anyakönyvi kerület és önálló körjegyzőség volt, mely önálló lelkészségét 1928-ban hozta létre.
1935-ben említették római katolikus elemi iskoláját is, ekkor legnagyobb birtokosai a dr. Hajós és a Taubert családok voltak, a lakosság egy része urasági cseléd, de jellemző volt az iparosság (kovács, cipész, cserepező, asztalos, lakatos), valamint a földművelés is.
A falu fejlődésének jellemzően kisbirtokosi tulajdonviszonyai mellett a jugoszláv határ miatti elzártsága is akadálya volt.

## Közélete

### Polgármesterei
- 1990–1994: Huzián József (független)[4]
- 1994–1998: Huzián József (független)[5]
- 1998–2002: Huzián József (független)[6]
- 2002–2006: Huzián József (független)[7]
- 2006–2010: Huzián József (független)[8]
- 2010–2014: Kercsmár István (független)[9]
- 2014–2019: Kercsmár István (független)[10]
- 2019–2024: Kercsmár István (független)[11]
- 2024– : Csiszár Balázs (független)[1]

## Népesség
A település népességének változása:
| Lakosok száma | 279  | 294  | 287  | 227  | 253  | 243  | 246  |
|               | 2013 | 2014 | 2015 | 2021 | 2022 | 2023 | 2024 |

A 2011-es népszámlálás idején a nemzetiségi megoszlás a következő volt: magyar 93,9%, cigány 4,6%. A lakosok 82,5%-a római katolikusnak, 1,4% reformátusnak, 2,4% felekezeten kívülinek vallotta magát (12,9% nem nyilatkozott).
2022-ben a lakosság 88,1%-a vallotta magát magyarnak, 1,6% németnek, 1,6% cigánynak, 1,2% szlovénnek, 0,4% románnak, 0,4% görögnek, 0,4% bolgárnak, 3,2% egyéb, nem hazai nemzetiségűnek (9,5% nem nyilatkozott; a kettős identitások miatt a végösszeg nagyobb lehet 100%-nál). Vallásuk szerint 58,1% volt római katolikus, 1,2% református, 0,4% evangélikus, 0,4% ortodox, 0,4% egyéb keresztény, 0,8% egyéb katolikus, 4,3% felekezeten kívüli (34,4% nem válaszolt).

## Nevezetességei
- Tauber-kastély és a hozzá tartozó műemlék magtár[14]
- Szent József-templom

## Külső hivatkozások
- Resznek az utazom.com honlapján[halott link]